# Província de Lorí
Lorí ( [lɔˈri] (?·pàg.); avui Lorí Berd, Fortalesa de Lorí) és una província d'Armènia al nord-oest del llac Sevan, la capital és Vanadzor, tercera ciutat del país (anteriorment Kirovakan i abans Kharakilisa). Lori està a la riba del riu Dzoragel i a tocar de la ciutat de Stepanavan, l nord del país.  te una extensió de 3.799 km² i una població de 222.805 habitants segons cens de 2022. Entre les seves ciutats destaquen, a banda de la capital, Stepanavan, Alaverdi i Spitak.
En aquesta província hi ha els Monestirs de Hakhpat i de Sanahín, declarats com a Patrimoni de la Humanitat per la UNESCO. També en destaca el Monestir d'Akhtalà.
Al segle xi i fins a la meitat del XIII fou la capital dels anomenats reis Korikian de Lorí, entre els quals va destacar David Anholin (989-1048) que dominaven el Taixir. Al segle xii Lori va passar als germans Ivane i Zakare Zakarian, eristhavis georgians, i encara la posseïen quan van arribar els mongols.
La província va rebre molts danys degut al terratrèmol d'Armènia de 1988.

## Etimologia
El nom de Lorí (Լոռի) en armeni significa guatlla. Aparegué per primera vegada durant el segle XI quan David I Anholin va fundar la ciutat fortificada de Lorí. Aquesta va esdevenir la capital del Regne Korikain de Lorí el 1065. El nom de Lorí posteriorment va passar a denominar tota la regió desplaçant l'antic nom de Tashir.

## Geografia i clima
Situat al nord de l'actual Armènia, Lorí té una superfície de 3789 quilòmetres quadrats (12,7% del total del país). Està envoltada per la Província de Tavuix a l'est, la Província de Kotaik, al sud-est, la Província d'Aragatsotn, al sud-oest; la Província de Xirak, a l'oest; i la regió de Kvemo Kartli, de Geòrgia, al nord.
Lorí és una regió montanyenca dominada per les serralades de Javakheti, Bazum, Pambak, Gugark, Halaab i Somkheti. El punt més elevat de la província és el Mont Aixkasar (3196 m.).
El principal riu de la província és el Debed i els seus tributaris, Dzoraget, Pambak i Martsaget.
El seu clima és extremadament fred a l'hivern i suau a l'estiu. La mitjana de pricipitació anual és d'entre 600 i 700 mm.

## Població i religió
Segons el cens soviètic de 1989, la província de Lorí tenia una població de 229.459 habitants. El 50,63% eren urbans (ciutats d'Alaverdi, Kirovakan, Spitak i Stepanavan) i el 49,37% eren rurals.
Segons el cens del 2011, Lorí tenia una població de 235.537 habitants, que corresponia al 7,8% de la població total del país.

### Grups ètnics i religió
La majoria dels habitants de Lorí pertanyen a l'Església Apostòlica Armènia, sota la Diòcesi de Gourgak. La seu és la Catedral de Sant Gregori de Narek de Vanadzor.
També hi ha petites comunitats de cristians espirituals procedents de Rússia. També hi ha ortodoxos russos i ucrainesos.
Segons al Diòcesi de Gougark, el febrer del 2016 a Lorí hi havia 259 llocs d'oració, entre els quals, 3 eren monestirs; 36, esglésies, i 23, capelles actives.
Gairebé 700 persones formen part de la comunitat Yazidita, sobretot en algunes aldees del sud com Lemontovo i Lernantsk. També hi ha una comunitat de 655 grecs que parlen el dialecte pòntic. La majoria de la població del poble de Yaghdan són grecs.

## Divisió administrativa i poblacions
Durant les reformes administratives del novembre del 2017 la província de Lorí es va dividir en 57 comunitats municipals (ñhamaynkner): 7 d'urbanes i 50 de rurals. Els municipis urbans són: Akhtala, Alaverdi, Spitak, Stepanavan, Taixir, Tumanyan i Vanadzor.

## Història
Les excavacions arqueològiques realitzades l’any 1931 demostren que el territori de l’actual província de Lori ja estava poblat durant la primera meitat del segon mil·lenni aC. Posteriorment, entre els segles VIII i VI aC, la regió formà part del regne d’Urartu. Amb la conquesta aquemènida, Lori s’integrà a la divuitena satrapia de l’Imperi Persa.
Amb l’establiment del Regne d’Armènia l’any 331 aC, Lorí passà a formar part de la província històrica de Gugarq, la tretzena de la Gran Armènia. Durant el segle IV dC, el territori fou governat per membres de la casa nobiliària dels Mihran.
Degut al repartiment d’Armènia entre l’Imperi Romà d'Orient i l’Imperi Sassànida l’any 387, i la posterior dissolució del Regne Arsàcida l’any 428, l’Armènia Oriental —incloent-hi la província de Gugark— restà sota domini persa. L’any 658, el territori fou conquerit pels àrabs. A finals del segle IX, la major part de la província de Gugark quedà integrada en el recentment constituït Regne Bagràtida d’Armènia.
L’any 979, el rei Kiurike I fundà el Regne de Taixir-Dzoraget, sota la dinastia Kiurikiana i el protectorat dels reis bagràtides. Les capitals del regne foren Matsnaberd (fins al 1065) i la fortalesa de Lorí. La dinastia Kiurikiana governà fins a l’any 1118, quan el territori fou annexat al Regne de Geòrgia.
Tot i una breu invasió seljúcida a inicis del segle XII, el rei georgià David el Constructor reconquerí Lorí entre els anys 1118 i 1122, i en confià l’administració a la casa dels Orbeli. Després de la seva revolta fracassada l’any 1177, el kiptxac Kubasar fou nomenat spasalari de Lorí. El 1185, la reina georgiana Tamara atorgà el govern de la regió a la dinastia Mkhargdzeli (Zakarian), amb Sargis Mkhargrdzeli com a governador.
La regió patí greus devastacions amb la invasió mongola de 1236, i el poder de la dinastia zakariana declinà a partir de la segona meitat del segle XIV. Amb la fragmentació del Regne de Geòrgia l’any 1490, Lorí restà dins del Regne de Kartli fins al segle XVI.
L’any 1555, Lorí fou annexionat per l’Imperi Safàvida com a part del tractat d’Amasya, i fou integrat a la província persa de Kartli-Kakhètia. Amb l’assassinat de Nàdir Xah el 1747, els regnes georgians de Kartli i Kakhètia es declararen independents i s’unificaren formant el Regne de Kartli-Kakheti el 1762.
Entre els anys 1800 i 1801, juntament amb Kartli i Kakhètia, Lori i Tavuix foren annexionats per l’Imperi Rus, formant part de la Governació de Geòrgia. El tractat de Gulistan, signat l’1 de gener de 1813 després de la guerra russo-persa (1804–1813), formalitzà la incorporació de Lorí a Rússia.
L’any 1862, Lorí fou transferida a l Governació de Tiflis, i el 1880 passà a formar part de l’uyezd (districte) de Borxali. A començaments del segle xx, Lorí estava majoritàriament habitada per armenis, i hi havien minories russes i gregues.
El maig de 1918, les forces otomanes avançaren cap a Erevan i Karakilisa (actual Vanadzor). El 25 de maig, els armenis, dirigits per Garegin Nzhdeh, s’enfrontaren a les tropes del general turc Wehib Paixà als voltants de Karakilisa. El 28 de maig, després de la retirada otomana d’Abaran, Sardarabad i Karakilisa, es proclamà la Primera República d’Armènia.
A finals de 1918, Armènia i Geòrgia protagonitzaren una guerra fronterera per la sobirania sobre Lorí. Tot i que Geòrgia controlava inicialment la regió, l’exèrcit armeni aconseguí recuperar part del territori, abans de ser contrarestat per les forces georgianes. El gener de 1919, amb la mediació britànica, s’establí una zona neutral al nord de Lorí. Un cop els britànics abandonaren la regió, l’Exèrcit armeni ocupà Lori.
Amb la invasió turca de novembre de 1920, Geòrgia ocupà tota la província amb el consentiment del govern armeni. Després de la sovietització d’Armènia al desembre de 1920, Lorí fou formalment incorporada a l’Armènia soviètica el 6 de novembre de 1921.
Durant l’època soviètica, Lori es dividí administrativament en sis raions: Kalinino, Tumanyan (Alaverdi fins al 1969), Kirovakan, Aragats, Spitak i Stepanavan. Amb la reforma administrativa de 1995, les sis divisions foren fusionades per formar la província actual de Lorí.

## Cultura i patrimoni

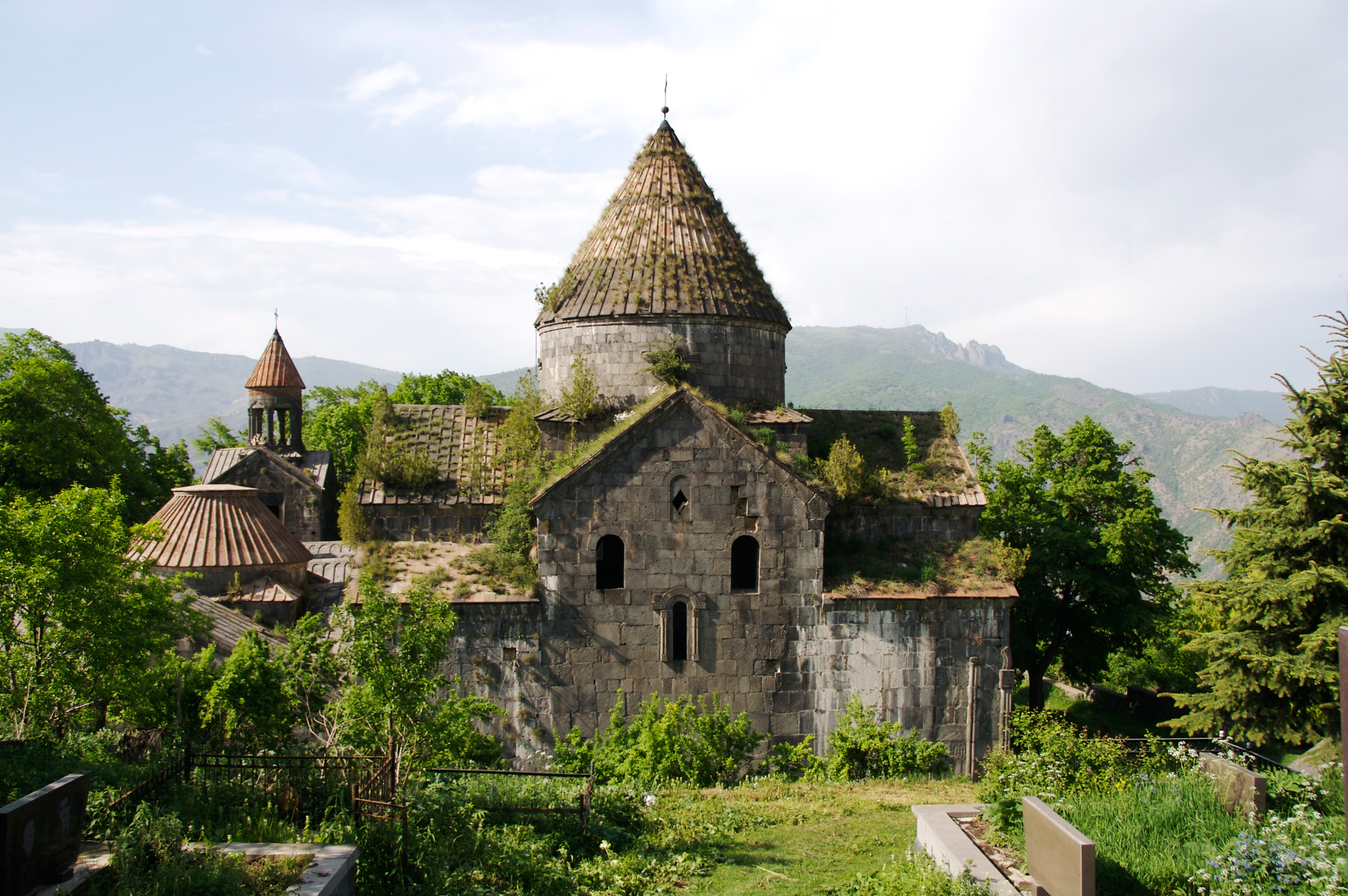
Monestir de Sanahim

Entre els segles XI i XIII, els monestirs de Haghpat, Sanahin, Kobayr i Bardzrakash van esdevenir centres de la cultura, teologia i ciència armènia. En aquests monestirs hi van servir acadèmics com Hovhannes Imastaser, Grigor Tuteordi, Davit Kovayretsi i Grigor Magistros. A Dsegh hi ha la casa museu de Hovhannes Tumanyan.

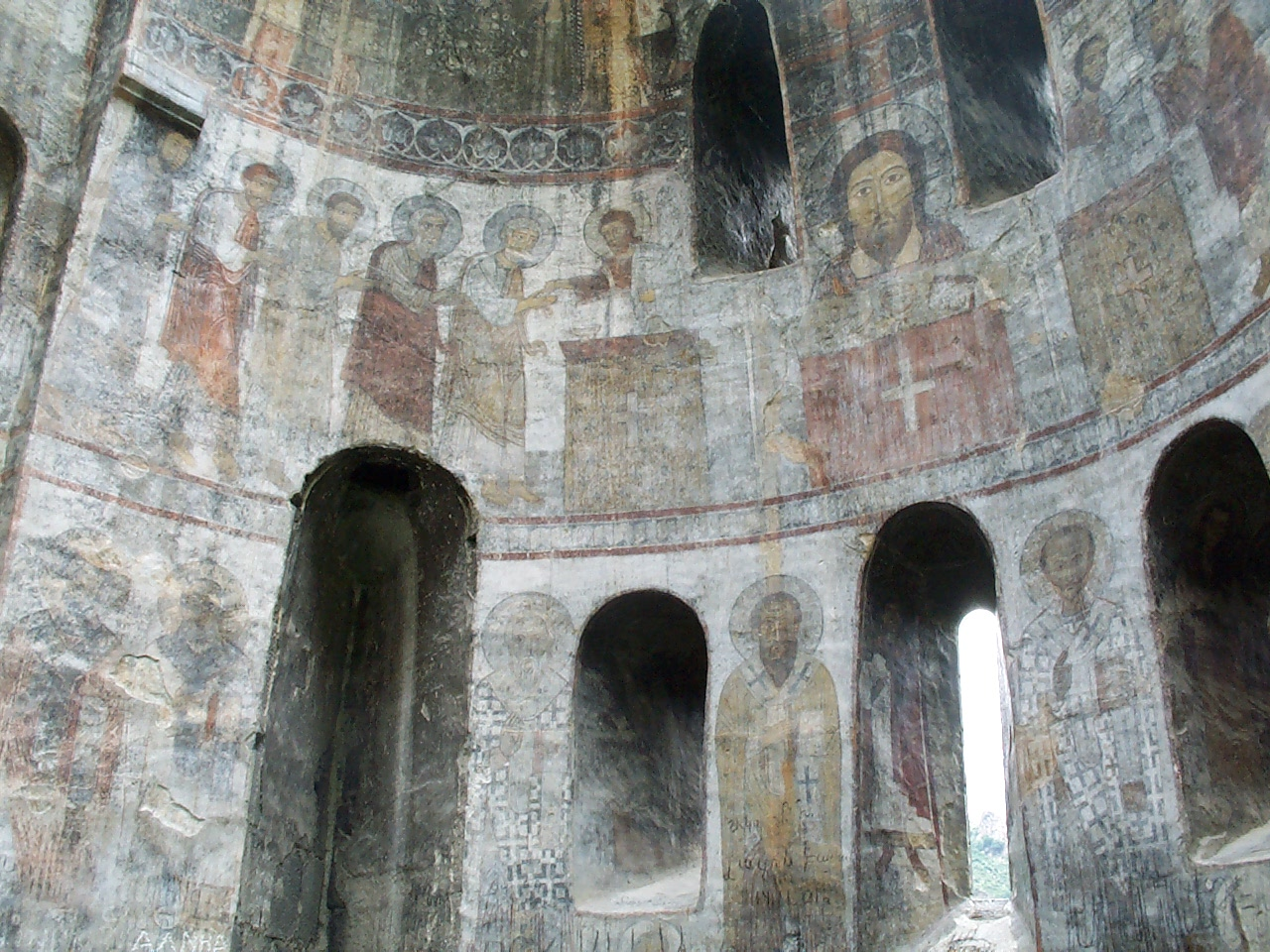
Frescos del monestir de Kobayr

### Fortaleses i jaciments arqueològics
- Castell de Kaytson, s. X.
- Fortalesa de Kayan, s X.
- Fortalesa d'Akhtala, s. X.
- Fortalesa de Lorí, s. XI.
- Pont de Sanahim, del 1195.
- Pont de Yaghdan, del segle XIII.
- Fortalesa de Sedvi, del segle XIII.

### Esglésies i monestirs
- Església d'Odzun, del segle V.
- Església de Sant Jordi de Sverdlov, s. VI.
- Monestir de Horomair, del segle VII, és proper a Odzun.
- Església de Sant Gregori l'Il·luminador de Dsegh, del segle VII.
- Monestir de KhorakertMonesgir de Hnevank, del segle VII.

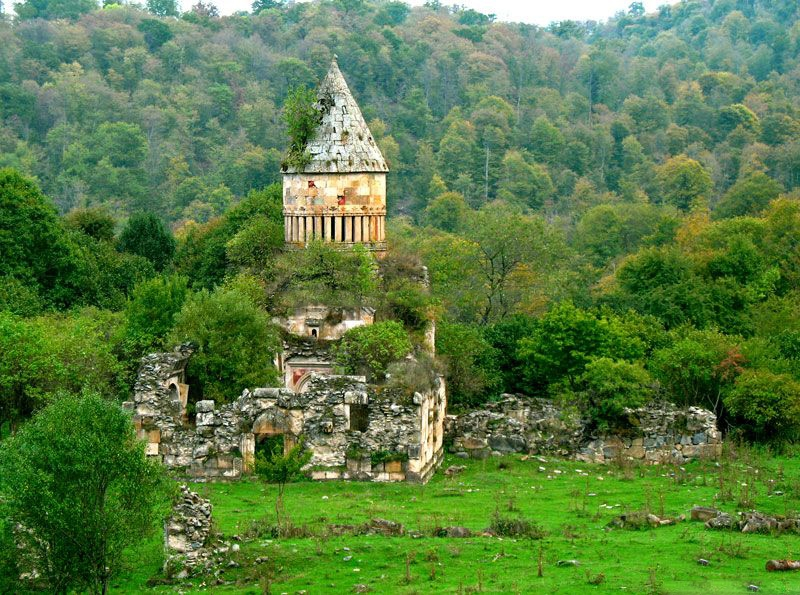
Monestir de Khorakert

- Monestir de Surp Hovhannes d'Ardvi, segle VIII.
- Monestir de Sanahín, del segle X.
- Monestir de Hakhpat, del segle X.
- Església dels 40 màrtirs, del segle XI.
- Monestir de Khorakert, a Jiliza, del 1251.
- Monestir de Surp Nshan de Sedvi, del segle XIII.
- Església de la Santa Mara de Déu de Vanadzor, del 1831.
- Església Russa de Saint Nikolai d'Amrakits, del 1848.
- Església de Gyulagarak, del 1876.
- Església russa de la Nativitat de la Verge Maria de Vanadzor, del 1895.

## Personalitats notables

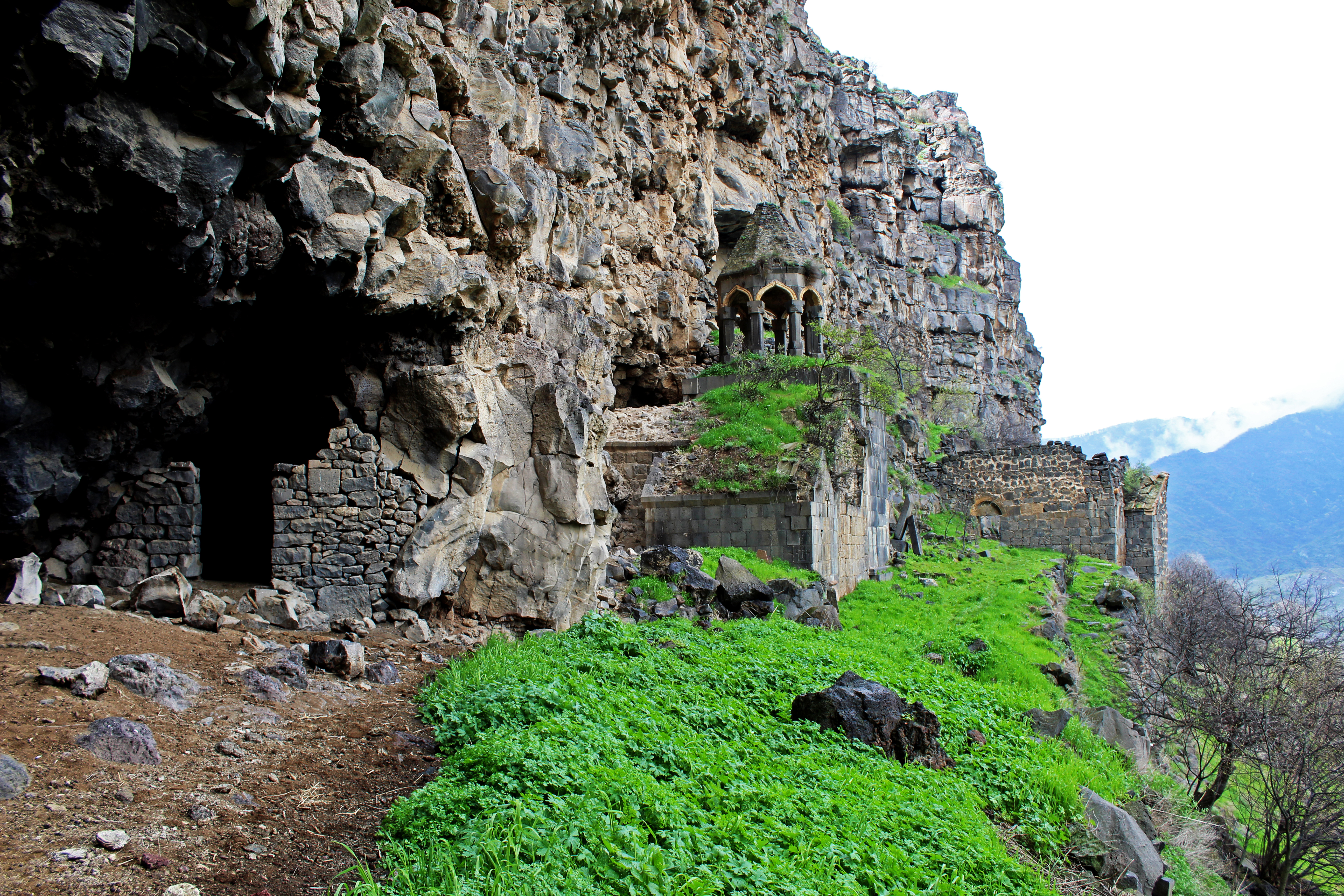
Monestir de Horomair

- Monestir de HoromairSuren Aghababyan (1922–1986), crític literari soviètic-armeni
- Sergei Alifirenko, tirador (pistola) olímpic, guanyador de la medalla d'or
- Nareh Arghamanyan, pianista, guanyador de la Competició Internacional Musical de Montreal el 2008.
- Vic Darchinyan, boxejador professional, campió  mundial.
- Armen Gyulbudaghyants, futbolista
- Església de Sant Jordi de SverdlovShavarsh Karapetyan, nadador

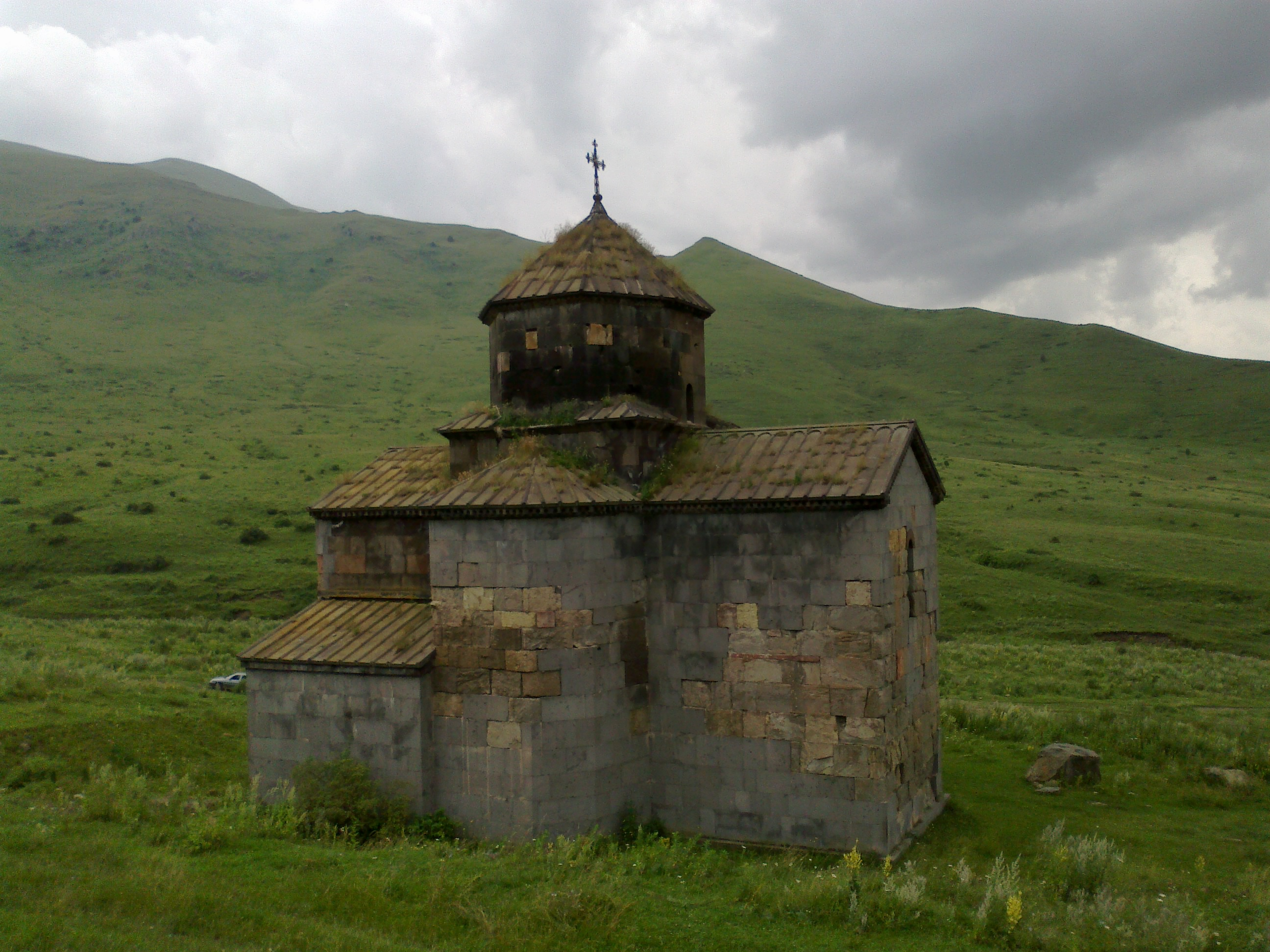
Església de Sant Jordi de Sverdlov

- Artem Mikoyan, dissenyador d'avions armeno-soviètic.
- Anastas Mikoyan, revolucionari soviètic, bolxevic i polític.
- Roman Mitichyan, actor i lluitador marcial professional armeno-estatunidenc.
- Gor Mkhitarian, cantant i músic de rock.
- Eduard Nalbandyan, polític armeni
- Artavazd Peleshyan, director de cinema
- Avetik Sahakyan (1863–1933), polític durant la República Democràtica d'Armènia
- Sos Sargsyan (1929–2013), actor soviètic
- Tigran Sargsyan, polític
- Stepan Sarkisyan,  medallista de plata olímpic de lluita lliure.
- Mane Tandilyan, Ministre de Treball i Assumptes Socials d'Armènia (2018)
- Hovhannes Tumanyan (1869–1923), el poeta nacional armeni
- Stepan Zoryan (1889–1967), escriptor.